# Флейгельс, Никола
Никола́ Флейгельс , также Флёгельс (фр. Nicolas Vleugels, Vleughels; 6 декабря 1668, Париж — 11 декабря 1737, Рим) — французский живописец фламандского происхождения академического направления. Директор Французской академии в Риме.

## Биография

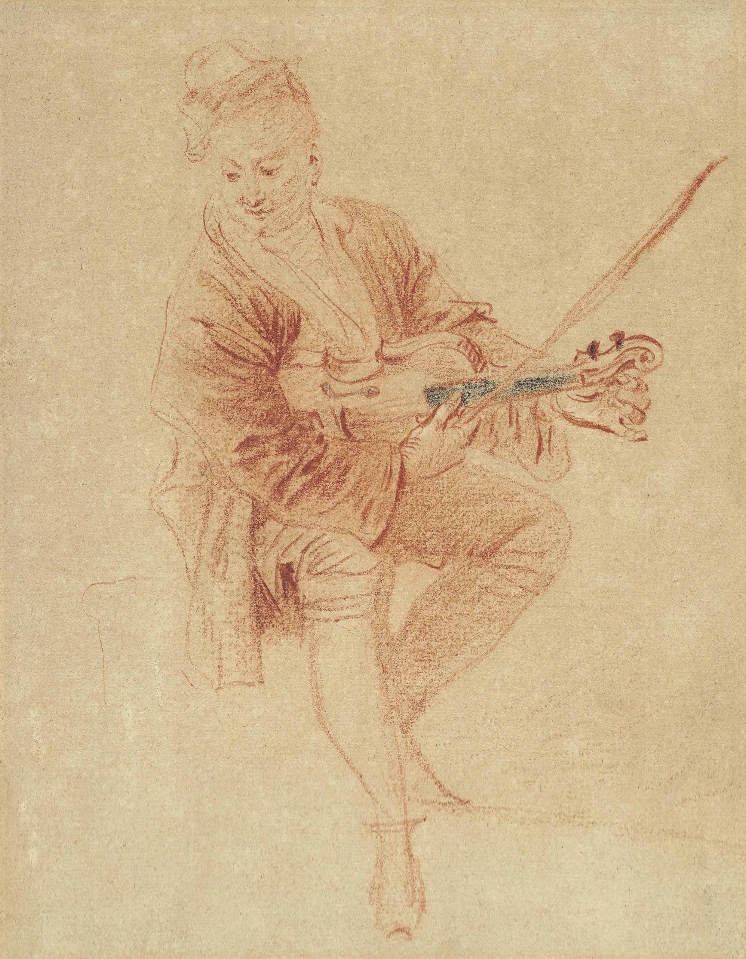
А. Ватто. Портрет Н. Флёгельса с его скрипкой. Бумага, сангина. Частное собрание

Никола был сыном Филиппа Флейгельса, фламандского живописца-портретиста. Его брат Жак-Филипп, также был художником.
Никола Флейгельс был учеником Пьера Миньяра. В 1694 году он участвовал в конкурсе на Римскую премию; его картина «Лот и его дочери, покидающие Содом» заняла второе место.
С 1703 по 1713 год художник жил в Италии, три года в Риме, затем, с марта 1707 года в течение двух лет — в Венеции. Именно в этом городе он познакомился с рисовальщицей пастелью Розальбой Каррьерой и познакомился с этой техникой. Он вернулся в Рим в 1709 году.
31 декабря 1716 года Никола Флейгельс был избран членом Королевской академии живописи и скульптуры за картину «Александр уступает Кампаспу Апеллесу». С 1716 по 1718 год он жил в одном доме с Антуаном Ватто в районе Сен-Виктор в Париже. В 1725 году он вернулся в Италию и был назначен директором Французской академии в Риме. В 1731 году он женился на Марии-Терезе Госсе, невестке художника Джованни Паоло Паннини.
За заслуги художник был удостоен звания кавалера Ордена Святого Михаила. Среди его учеников были Этьенн Жора и Пьер Сюблейра.
В санкт-петербургском Эрмитаже имеется четыре картины Флейгельса, в том числе «Наказание Амура».

## Галерея

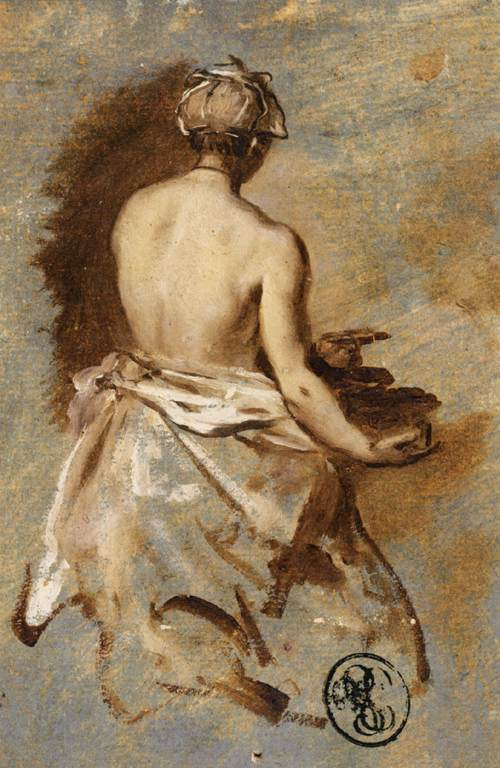
Молодая женщина со спины. Миниатюра. 15,2 х 10 см. Медь, масло. Лувр, Париж
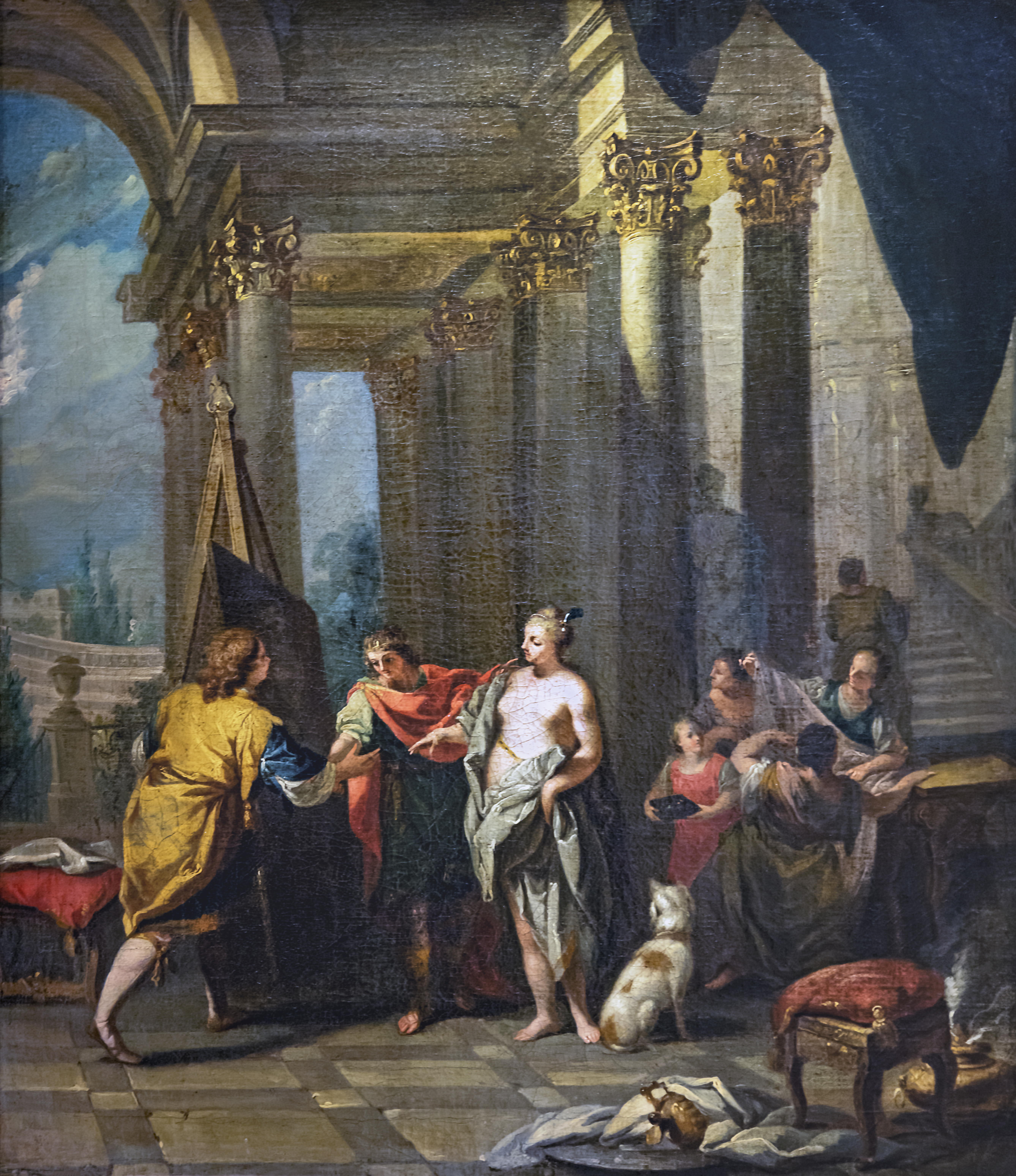
Александр уступает Кампаспу Апеллесу. 1716. Холст, масло. Фонд Бемберга, Тулуза
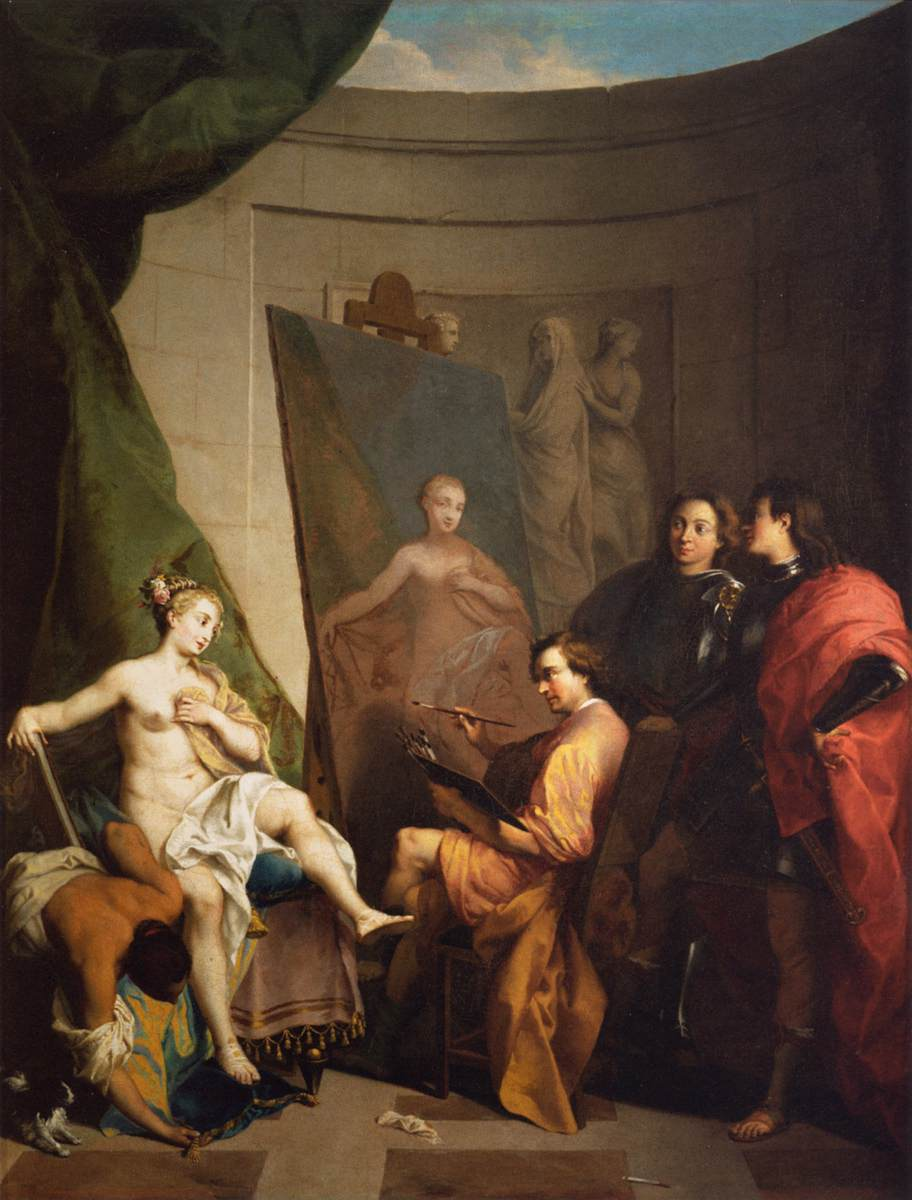
Апеллес, изображающий Кампаспу. 1716. Холст, масло. Лувр, Париж
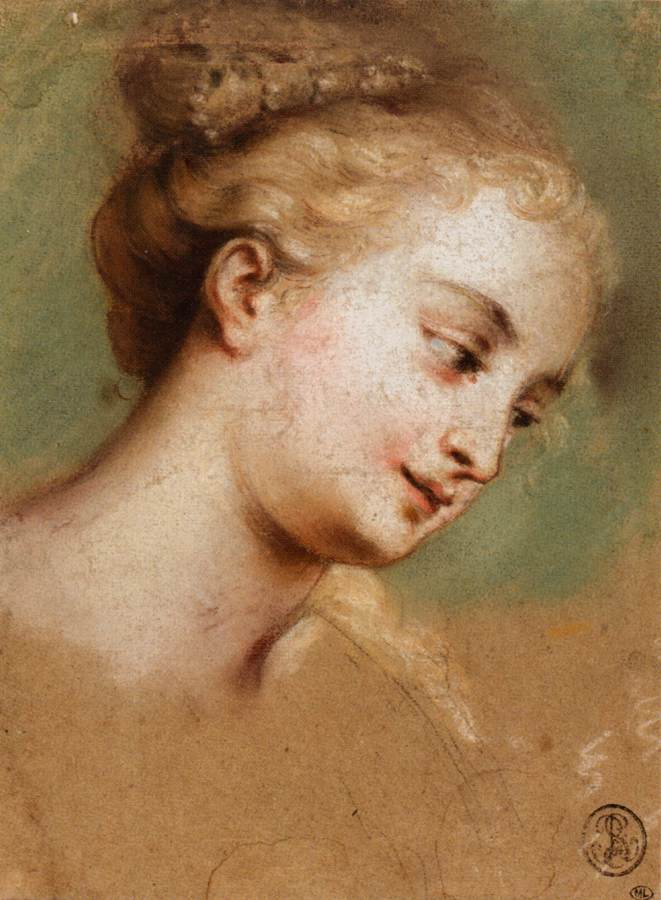
Этюд головы Кампаспы. 1716. 26,2 х 15,8 см. Бумага, пастель. Лувр, Париж
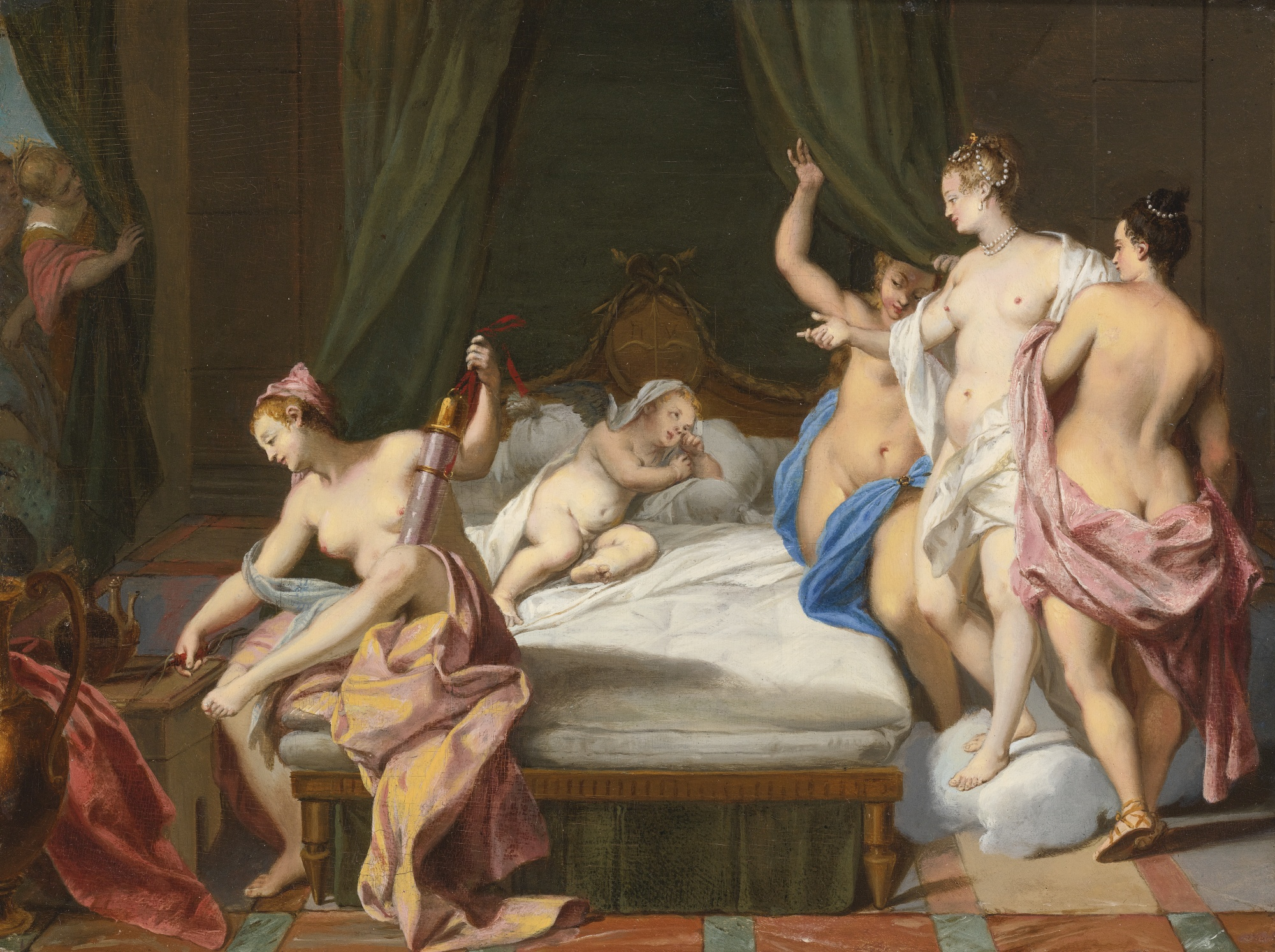
Венера и три грации, ухаживающие за Купидоном. 1725. 26 х 34,8 см. Дерево, масло. Местонахождение неизвестно
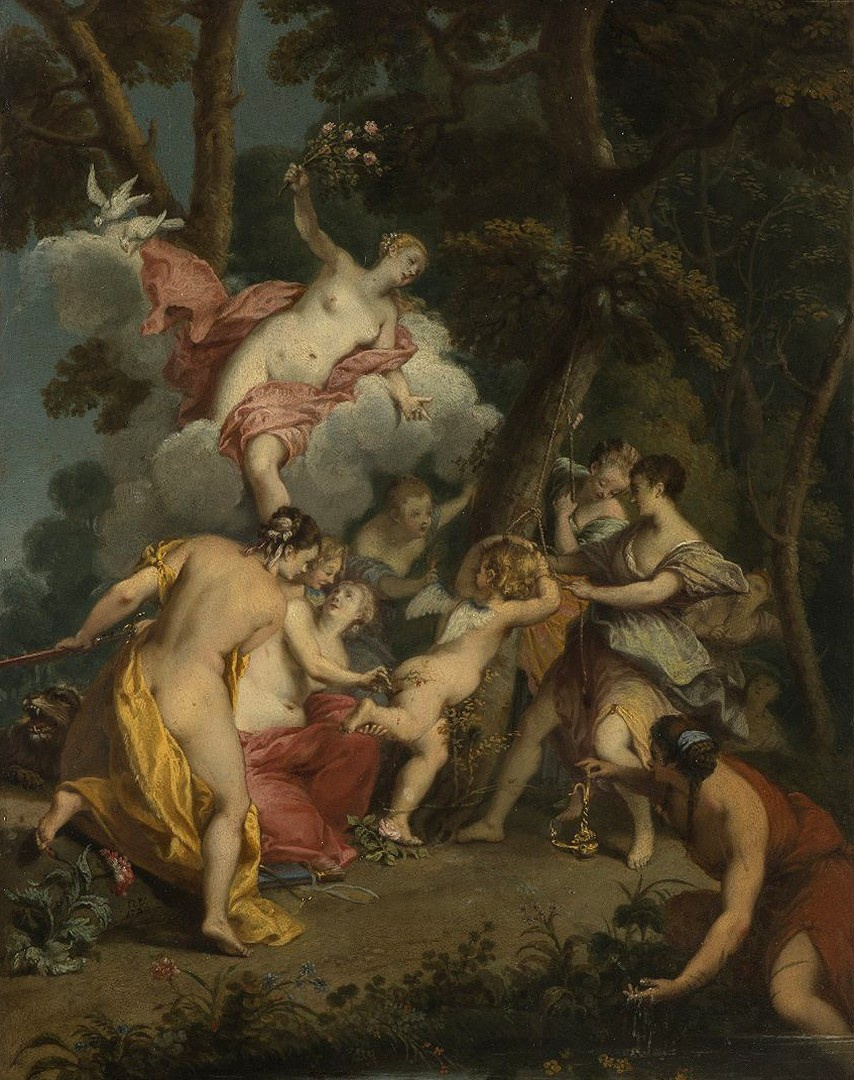
Наказание Амура. 1720. 50 × 39 см. Медь, масло. Государственный Эрмитаж, Санкт-Петербург
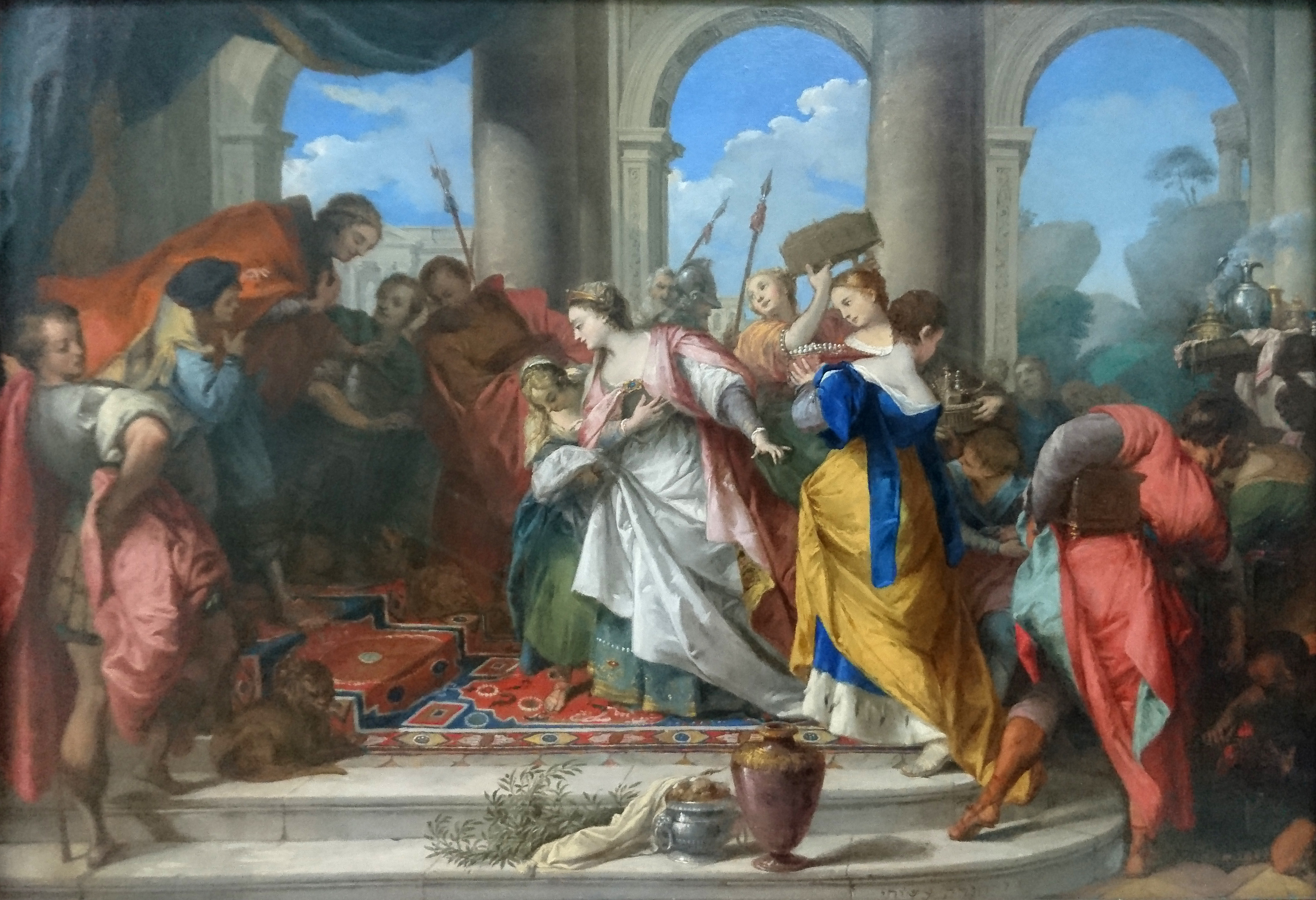
Соломон и царица Савская. 1728. 39 х 57 см. Медь, масло. Лувр, Париж